# Nicotinamid adenin dinucleotid fosfat
Nicotinamid adenin dinucleotid fosfatul (prescurtat NADP+) este un cofactor enzimatic utilizat în reacții anabolice, precum sunt sinteza de lipide și de acizi nucleici, în care este folosit sub formă redusă, notată NADPH, ca agent reducător (echivalent redus). NADP+ diferă față de NAD+ (nicotinamid adenin dinucleotidul) prin prezența unei grupări adiționale fosfat în poziția 2' a ribozei legate de adenină.

## Proprietăți
NADPH conferă echivalenții reduși necesari pentru unele reacții de biosinteză și pentru procesele de oxido-reducere implicate în protecția organismelor împotriva toxicității provenite de la speciile reactive de oxigen (SRO), ceea ce duce la regenerarea glutationului (GSH).